# Taras Bulba (powieść)
Taras Bulba (ros. Тарас Бульба) – powieść Nikołaja Gogola, istnieje w dwóch redakcjach autorskich – z 1835 i 1842 roku.
Po polsku powieść ukazała się po raz pierwszy w 1850 roku. Autorem przekładu był Piotr Głowacki (zm. 1853), galicyjski nauczyciel ludowy. Utwór porusza sprawę walki Kozaków z I Rzeczpospolitą, której przedstawiciele na Ukrainie są dla Kozaków  przeklętymi łacinnikami i są zrównani z pogańskimi Tatarzynami.
Utwór został zaadaptowany na scenę teatralną (także jako opera) i kilkakrotnie sfilmowany.

## Adaptacje
- Taras Bulba – niemiecki film z 1924 roku
- Taras Bulba – brytyjsko-francuski film z 1936 roku
- Taras Bulba – amerykańsko–jugosłowiański film z 1962 roku
- Taras Bulba, il cosacco – włoski film z 1963 roku
- Taras Bulba – rosyjsko-ukraiński film z 2009 roku